# Soegi nina
Soegi nina är en udde i Estland.   Den ligger i landskapet Saaremaa (Ösel), i den västra delen av landet, 210 km sydväst om huvudstaden Tallinn.
Terrängen inåt land är mycket platt. Havet är nära Soegi nina åt sydväst.  Närmaste större samhälle är Kihelkonna, 14,4 km nordost om Soegi nina.